# Mil Mi-20
Mil Mi-20 là một loại trực thăng vận tải đa dụng cỡ nhỏ được chế tạo nhằm thay thế Mil Mi-1 vào giữa thập niên 1960.